# La Charge victorieuse
Pour plus de détails, voir Fiche technique et Distribution.
La Charge victorieuse (The Red Badge of Courage) est un film américain de John Huston sorti en 1951, d'après le roman The Red Badge of Courage de Stephen Crane.

## Synopsis
Ce film décrit la guerre de sécession vue par un jeune idéaliste, qui rejoint l'armée nordiste.

## Fiche technique
- Réalisation : John Huston, assisté d'Andrew Marton (non crédité)
- Scénario : Albert Band, John Huston, d'après le roman The Red Badge of Courage de Stephen Crane.
- Titre original : The Red Badge of Courage
- Société de production : Metro-Goldwyn-Mayer (MGM)
- Producteur : Gottfried Reinhardt
- Photographie : Harold Rosson
- Musique : Bronislau Kaper
- Montage : Ben Lewis
- Superviseuse au montage : Margaret Booth (non créditée)
- Direction artistique : Cedric Gibbons et Hans Peters
- Décors de plateau : Fred M. MacLean et Edwin B. Willis
- Effets spéciaux : Warren Newcombe
- Date de sortie : 16 mars 1951 aux États-Unis / 23 avril 1952 en France
- Durée : 69 minutes

## Distribution
- Audie Murphy : le jeune soldat
- Bill Mauldin : le soldat costaud
- Douglas Dick : Le Lieutenant
- Royal Dano : le soldat blessé
- John Dierkes : le grand soldat
- Arthur Hunnicutt : Bill Porter
- Tim Durant : Le Général
- Andy Devine : le joyeux soldat
- Robert Easton : Thompson
- Frank Sully (non crédité) : un vétéran